# Erector spinae
Erector spinae er en gruppe af muskler der retter og roterer ryggen.

## Struktur
Erector spinae består af en række muskelstrøj der alle sammen har et nogenlunde fælles udspring fra fascia thoracolumbalis og de nærliggende ryghvirvlers torntap, samt os sacrum. Den deler sig i tre tydeligt differentierede muskler omkring starten af brystkassen. Selv efter adskilning er musklerne er de omkringliggende fascier kun delvist adskilt fra hinanden og musklerne fastholder tæt sammenhold igennem det meste af deres forløb.

### Musculus spinalis
Den mest mediale muskel i gruppen består af tynde søjler af muskel der forløber fra torntapperne de øverste thorakale hvirvler nedad til torntapperne af T11-L02. Musklens strøj er af varierende længde og de krydser hyppigt hinanden på vej ned mod bækkenet.
Musklen har et intimt forhold med dens nabo, longissimus, som den ofte udifferentierbart sammenløber med langs dens forløb.
Spinalis opdeles hyppigst i to grupper, de thorakale spinalis thoracis og de cervikale spinalis capitis.

### Longissimus
Longissimus er det centrale strøj, samt det største i gruppen. Den har en række forskellige segmenter som opdeles efter hvilken højde på kroppen de incererer i.
- Longissimus capitis, som danner en tynd muskelplade forløbende imellem tværtapperne af C03 til T04, samt med en afgrening der insererer på processus mastoideus på tindingebenet.
- Longissimus cervicis, et langt, tyndt muskelstrøj forløbende fra T01 til T05; opad for at inserere på C02 til C06. Under dens forløb snor den sig imellem capitis og thoracis.
- Longissimus thoracis, som i sig selv har to dele. Overordnet set er det en stor muskel med udspring i de lumbale tværtrapper samt fascia thoracolumbalis og insertion i spidserne af de thorakale tværtapper samt costa 9 og 10.

### Iliocostalis
Illiocostalis er den mest laterale af musklerne og interaggerer hovedsageligt med ribbenene ved at danne en takket masse muskelstrøj der insererer på disse. Den er også delt op i dele:
- Iliocostalis lumborum, som forløber fra erector spinaes fælles sene nede i lænden og hæfter sig til undersiden af de nederste 6-7 ribben.
- Iliocostalis thoracis, som udspringer fra oversiden af de samme ribben som lumborum insererer på. Den bevæger sig opad og hæfter sig til oversiden af den øverste 6 ribben samt bagsiden af C07's tværtap.
- Iliocostalis cervicis, som udspringer fra ribben 3-6, med insertion på tværtapper af C04-C06.

## Træning
Eksempler på øvelser, hvorved erector spinae kan blive styrket for terapeutiske eller atletiske formål, inkluderer blandt andet[kilde mangler]:
- Foroverbøjet ro
- Dødløft
- Hyperekstension
- Good-morning
- Pull-up (øvelse)
- Rowing
- Squat
- Utkatasana
- Bro (øvelse)